# Wilhelm Baumeister (Mediziner)
Wilhelm Baumeister (* 7. Dezember 1887 in Disteln; † 19. Januar 1963 in Münster) war ein Offizier, zuletzt Generalarzt der deutschen Wehrmacht im Zweiten Weltkrieg.

## Kurzbiografie
Beförderungen
- 1. August 1936 Oberfeldarzt
- 1. März 1939 Oberstarzt
- 1. Oktober 1942 Generalarzt

Baumeister trat am 7. März 1919 der Reichswehr bei und wurde später im Zuge der allgemeinen Mobilmachung 1938 zum Divisionsarzt der 2. leichten Division ernannt. Am 15. Februar 1941 wurde er Korpsarzt des VIII. Armeekorps. Selbige Funktion hatte Baumeister ab dem 16. Dezember 1942 beim XVII. Armeekorps inne sowie ab 22. Januar 1943 wieder im VIII. Armeekorps. Nach Neuaufstellung der in Stalingrad untergegangenen 6. Armee, wurde Baumeister am 23. März 1943 zu deren Armeearzt ernannt. Hier fungierte er bis zur Gesamtkapitulation am 8. Mai 1945 und geriet anschließend in alliierte Kriegsgefangenschaft, aus der er 1946 wieder entlassen wurde.

## Auszeichnungen
- Deutsches Kreuz in Silber am 3. Dezember 1943